# Jacob Ochtervelt
Jacob Ochtervelt, född 1634, död 1682, var en holländsk målare.
Ochtervelt slöt sig som interiör- och genremålare till Gerhard Terborch och Gabriël Metsu och var verksam i Rotterdam och Amsterdam. På Nationalmuseum finns fyra av hans målningar: Toaletten, Sällskap med en dansande hund. Musikstund och Sällskap gycklande med en insomnad officer. På Kunstmuseet i Köpenhamn finns Fiolspelande dam.